# Loïc Badé
Loïc Badé (Sèvres, 11 april 2000) is een Frans voetballer die doorgaans als centrale verdediger speelt. Hij verruilde Stade Rennais in juli 2023 voor Sevilla, dat hem het voorgaande halfjaar al huurde.

## Clubcarrière
Badé speelde in de jeugd van Antony Sports en AC Boulogne-Billancourt voor hij in 2015 werd opgenomen in de jeugdopleiding van Paris FC. Die verruilde hij twee jaar later voor die van Le Havre. Hij debuteerde in 2020 in het eerste elftal, op dat moment actief in de Ligue 2. Badé stapte in juli 2020 transfervrij over naar RC Lens. Hij maakte zo op 23 augustus 2020 zijn debuut in de Ligue 1, tegen OGC Nice. Badé werd meteen basisspeler en eindigde met Lens op de zevende plaats. De Franse club verkocht hem daarna voor 17 miljoen euro aan Stade Rennais. Hiervoor speelde hij in 2021/22 voor het eerst Europees voetbal, in de Conference League. Tijdens dit toernooi maakte hij op 4 november 2021 de 1–0 voor Rennais tijdens een poulewedstrijd tegen NŠ Mura. Het was zijn eerste doelpunt als prof en meteen de winnende goal. Badé kwam in de eerste helft van 2021/22 veertien keer in actie. Een buikspierblessure beëindigde in februari 2022 zijn seizoen.
Rennais verhuurde Badé in september 2022 voor een jaar aan Nottingham Forest. Hij speelde in de vier maanden die volgden geen minuut. De huurperiode werd daarom in januari 2023 voortijdig afgebroken. Badé sloot meteen daarna op huurbasis aan bij Sevilla. Hier werd hij weer basisspeler. Hij won dat jaar met Sevilla de Europa League. In de halve finale tegen Manchester United kwam hij voor de tweede keer in zijn carrière tot scoren. Badé verruilde Rennais in juli 2023 definitief voor Sevilla.

## Clubstatistieken
| Seizoen | Club                | Competitie       | Competitie | Competitie | Beker | Beker | Internationaal | Internationaal | Totaal | Totaal |
| Seizoen | Club                | Competitie       | Wed.       | Dlp.       | Wed.  | Dlp.  | Wed.           | Dlp.           | Wed.   | Dlp.   |
| ------- | ------------------- | ---------------- | ---------- | ---------- | ----- | ----- | -------------- | -------------- | ------ | ------ |
| 2019/20 | Le Havre            | Ligue 2          | 7          | 0          | 0     | 0     | —              | —              | 7      | 0      |
| 2020/21 | RC Lens             | Ligue 1          | 31         | 0          | 2     | 0     | —              | —              | 33     | 0      |
| 2021/22 | Stade Rennais       | Ligue 1          | 14         | 0          | 2     | 0     | 5              | 1              | 21     | 1      |
| 2022/23 | Stade Rennais       | Ligue 1          | 1          | 0          | 0     | 0     | 0              | 0              | 1      | 0      |
| 2022/23 | → Nottingham Forest | Premier League   | 0          | 0          | 0     | 0     | —              | —              | 0      | 0      |
| 2022/23 | → Sevilla           | Primera División | 19         | 1          | 2     | 0     | 6              | 1              | 27     | 2      |
| Totaal  | Totaal              | Totaal           | 72         | 1          | 6     | 0     | 11             | 2              | 89     | 3      |

Bijgewerkt op 25 juli 2023.

## Interlandcarrière
Badé werd nooit opgeroepen voor jeugdinterlands tot coach Sylvain Ripoll hem in 2021 bij Frankrijk –21 haalde. Hiervoor speelde hij twee wedstrijden op het EK –21 van 2023.

## Erelijst
| UEFA Europa League | 1x | 2022/23 |